# 海鰱
海鰱（学名：Elops machnata），又名大眼海鰱、瀾槽，为海鰱科海鰱屬下的一个种。海鰱是由原始硬骨魚演化而來，其魚膘有不完全的肺功能，幼魚時很像鰻魚。

## 近似
- 夏威夷海鰱